# Alfredo Amestoy Eguiguren
Alfredo Amestoy Eguiguren (Bilbao, 8 d'abril de 1941), és un periodista, escriptor, publicista, comunicador, presentador de televisió i animador social basc. Els seus comentaris irònics i el seu to sarcàstic a l'hora de comentar la realitat espanyola, units a la seva peculiar imatge amb unes ulleres de pasta negres i grans i un irrepetible serrell, el van convertir en una autèntica icona televisiva.

## Inicis
Va cursar Periodisme a Madrid (15a Promoció de l'Escola Oficial) i en la Universitat de Navarra (Primera Promoció), després d'un batxillerat iniciat en Bilbao i prosseguit en Sant Sebastià (Col·legi de La Salle).
Les seves primeres col·laboracions com a periodista van ser en la Premsa de Bilbao, La Gaceta del Norte i revista Gran Vía, d'Antón Menchaca; amb Luciano Rincón i Manu Leguineche.
A la ràdio van ser a la Cadena SER, Radio Madrid, en programes dirigits per Bobby Deglané i José Luis Pecker (Cabalgata fin de semana). Serà en aquesta última emissora on, més tard, el 1963, es converteix en el redactor del primer informatiu de la Ràdio privada a Espanya.
Ha estat redactor de l'Agencia Hispania Press, amb Salvador de la Reina i Rafael Flórez, on publica seccions fixes a Pueblo (al desembre de 1959 els seus reportatges van saltar setze vegades a la primera pàgina) Diario Madrid i, < Barcelona, El Noticiero Universal. Reporterisme de carrer a pàgines com Noches de Madrid i Noches de Barcelona, jun a Antonio Figueruelo i Eliseo Bayo.
Ha estat Redactor-cap de l'Agencia SUNC – Servicio Universal de Noticias y Colaboraciones i corresponsal d'Interstampa, Época (revista) i de France Dimanche.

## Televisió
El 1960 es van produir les seves primeres aparicions en Televisió, amb Manuel Martín Ferrand, de la mà de Victoriano Fernández Assis, en programes com Plaza de España. Experiència que li permetria després la pràctica d'un periodisme cinematogràfic a NO-DO o en el llargmetratge Perra Vida, versió espanyola del Mondo Cane, de Giacopetti.
Aquests antecedents en Premsa, Ràdio i Cinema Documental, a més del cultiu de gairebé tots els gèneres periodístics, sense excloure el succés a El Caso; el humor, a La Codorniz; el cinema a Fotogramas, o el gran reportatge a Gaceta Ilustrada, o a La Actualidad Española, o a sèries com España 66 a ABC al magazín de color i amb fotos de César Lucas, propiciaren un retorn a la televisió amb programes informatius com Esta es la cuestión, amb Luis del Olmo com a locutor, o La Vida, programa que el 1967-68 va aconseguir audiències que, en part gràcies al monopoli de TVE, però també a una acceptació sense precedents i que no es va tornar a repetir, va aconseguir en alguna nit d'hivern els setze milions d'espectadors.
Durant els anys previs a la transició va apostar per alguns docudrames com Agua pasada, un documental amb Gerald Brenan per encàrrec de Juan Luis Cebrián. A finals de la dècada estreba “La España de los Botejara”, amb música d'Antón García Abril i la veu de Pablo Guerrero.
En els inicis dels anys vuitanta faria “300 Millones”, primer programa de Televisió europeu transmès via satèl·lit per a ser vist en tot el continent americà. ”La verdad de…”, i “Visto y no visto” van ser els últims programes en TVE, abans de col·laborar com a director de programes i presentador circumstancial en l'etapa fundacional de la cadena Tele 5. Allí Amestoy dirigeix “Entre platos anda el juego” i “Comer es un placer”, amb Luis Cepeda, i on per primera vegada es presenta el cuiner Ferran Adrià, on cuina personalment en televisió i elabora plats durant una setmana, potser per “primera i última vegada”.

## Programes televisius

### ATelevisió Espanyola
- Plaza de España (1962-1963).
- Quién, qué, cómo, dónde y cuándo (1964).
- Tele-Club: No estamos solos (1968-1969).
- La Vida (1967).
- Nosotros (1968).
- La solución... mañana (1970).
- Puerta grande (1970).
- En equipo (1970-1971).
- 35 millones de españoles (1974-1975).
- Vivir para ver (1975-1978).
- Mi no comprender (1977).
- La España de los Botejara (1978).
- La verdad de... (1979).
- Mañana será otra década (1980)
- 300 millones (1979-1981).
- Visto y no visto (1982).

### AAntena 3
- Un país de locos (1990).

### ATelecinco
- A salto de cama (1992).
- Misterios sin resolver (1993).
- Comer es un placer (1994).

## Llibres
- En el cielo no hay Chanel.[5]
- El Partido
- Perritos Calientes
- El Reportero
- Últimas Voluntades

## Premis
- Premi Ondas junt a José Antonio Plaza, per 35 millones de españoles 1985
- Antena de Oro 1969 i 1995